# Sechs Hölderlin-Fragmente
Sechs Hölderlin-Fragmente (Inglese: Six Hölderlin Fragments) è un ciclo di canzoni per voce acuta e pianoforte composto nel 1958 da Benjamin Britten (1913-76) e pubblicato come Op. 61. Un'esecuzione tipica richiede in genere circa 13 minuti.

## Storia
L'opera è composta da ambientazioni di sei brevi poesie e frammenti di versi del poeta lirico tedesco Friedrich Hölderlin (1770-1843).
Britten era stato iniziato alla poesia di Hölderlin dal Principe Luigi d'Assia Ludwig e il ciclo è a lui dedicato. Fu registrato da Peter Pears (tenore) e dal compositore (pianoforte) e trasmesso dalla BBC nel novembre 1958.

## Canzoni
Le canzoni sono:
1. Menschenbeifall (Applausi)
2. Die Heimat (La Patria)
3. Sokrates und Alcibiades (Socrate e Alcibiade)
4. Die Jugend (La gioventù)
5. Hälfte des Lebens (Metà della vita)
6. Die Linien des Lebens (Le linee della vita)